# José Maza

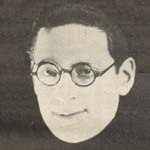
José Maza

José Maza Fernández (* 13. Oktober 1889 in der Región del Bío-Bío, Chile; † 6. Mai 1964) war ein chilenischer Politiker und gewählter Präsident der 10. UN-Generalversammlung im Jahr 1955.
José Maza war das erste Mitglied seiner Familie, das in die Politik ging. Alle seine Vorfahren waren Farmer gewesen. Mazas Studententage waren Ursache und Vorbote seines späteren Einflusses im politischen Leben seines Landes. Auf der Universidad de Chile in Santiago spezialisierte er sich auf internationales Recht und Zivilrecht, er war außerdem Anführer und Vorsitzender der Studentenvertretung.
Kurz nachdem er seinen Doktor in der Rechtswissenschaft erlangt hatte, wurde er 1920 in seiner Heimatprovinz Bio Bio in Südchile zum Abgeordneten des Parlaments gewählt. Er vertrat Bio Bio bis zum Jahr 1925, um dann für die Provinz Valdivia in den chilenischen Senat zu gehen, wo er bis 1953 tätig war.
In seinem ersten Jahr als Senator wurde er im Alter von 63 Jahren zum Regierungschef und Innenminister ernannt. Weitere Jahre im Kabinett folgten als Justiz- und Bildungsminister. 1936 und 1937 war er Vize-Präsident des Senats, außerdem war er Vorsitzender des Senatsausschusses für Äußere Beziehungen von 1937 bis 1953.
Er wurde in seiner Biographie als überzeugter Internationalist tituliert. Vom 20. September 1955 bis zum 1. November 1956 war er Präsident der UNO-Generalversammlung.
| Personendaten    | Personendaten                                                            |
| ---------------- | ------------------------------------------------------------------------ |
| NAME             | Maza, José                                                               |
| KURZBESCHREIBUNG | chilenischer Politiker und gewählter Präsident 10. UN-Generalversammlung |
| GEBURTSDATUM     | 13. Oktober 1889                                                         |
| GEBURTSORT       | Bio Bio, Chile                                                           |
| STERBEDATUM      | 6. Mai 1964                                                              |